# Матосаванк
Матосаванк (арм. Մաթոսավանք) — небольшой монастырь, расположенный в горном лесном массиве Национального парка «Дилижан», в 3,5 км к северо-западу от города Дилижан в Тавушской области Армении.
Находится вблизи от монастыря Джухтакванк. Комплекс в настоящее время находится в руинах, частично присыпан землей, состоит из церкви (без купола), притвора и книгохранилища, примыкающих друг к другу.

## Архитектура
Согласно надписи на главном фасадном камне — церковь построена в 1205 году, возведена из грубо тесанных камней и имеет небольшое строение, покрытое сводом, однако обрушившейся купол отсутствует. У входа в церковь, по обеим сторонам, установлены хачкары. С западной стороны к церкви прилегает здание притвора, являющее собой квадратное помещение со сводчатым перекрытием. Стены построены из грубо тесаных камней, оштукатурены изнутри. Освещается единственным окном, которое находится на западной стене. На полу лежит несколько надгробных плит (надписи на них неразборчивы от времени).
К южной стороне церкви примыкает книгохранилище — небольшое помещение со сводчатым покрытием, находится в очень плохом состоянии одна из стен на 50 % разрушена. В восточной стене есть отдельный вход. На южной стене находятся окна. Развалины церкви, притвора, библиотеки сохранились, но состояние очень плохое.

## Современное состояние

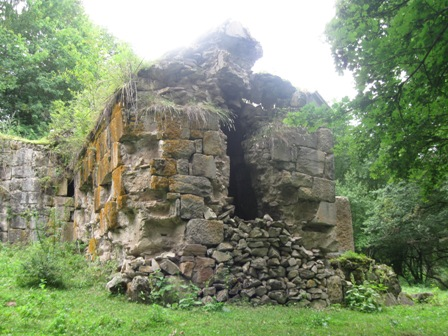
Вид на книгохранилище

Несмотря на то, что комплекс включен в список охраняемых государством памятников и имеет реестровый номер «10.3.145», из года в год памятник продолжает разрушаться и не реставрируется. Этот негативный аспект дополняется вандализмом со стороны посетителей монастыря, некоторые из стен здания расписаны, а на древних каменных крестах зажженные свечи покрывают останки монастыря слоем гари и остатками воска.
Отсутствие купола у церкви обуславливает высокую влажность внутри развалин и ускоряет процесс разрушения памятника.
Храм расположен в двух часах ходьбы от города Дилижан.

## Галерея

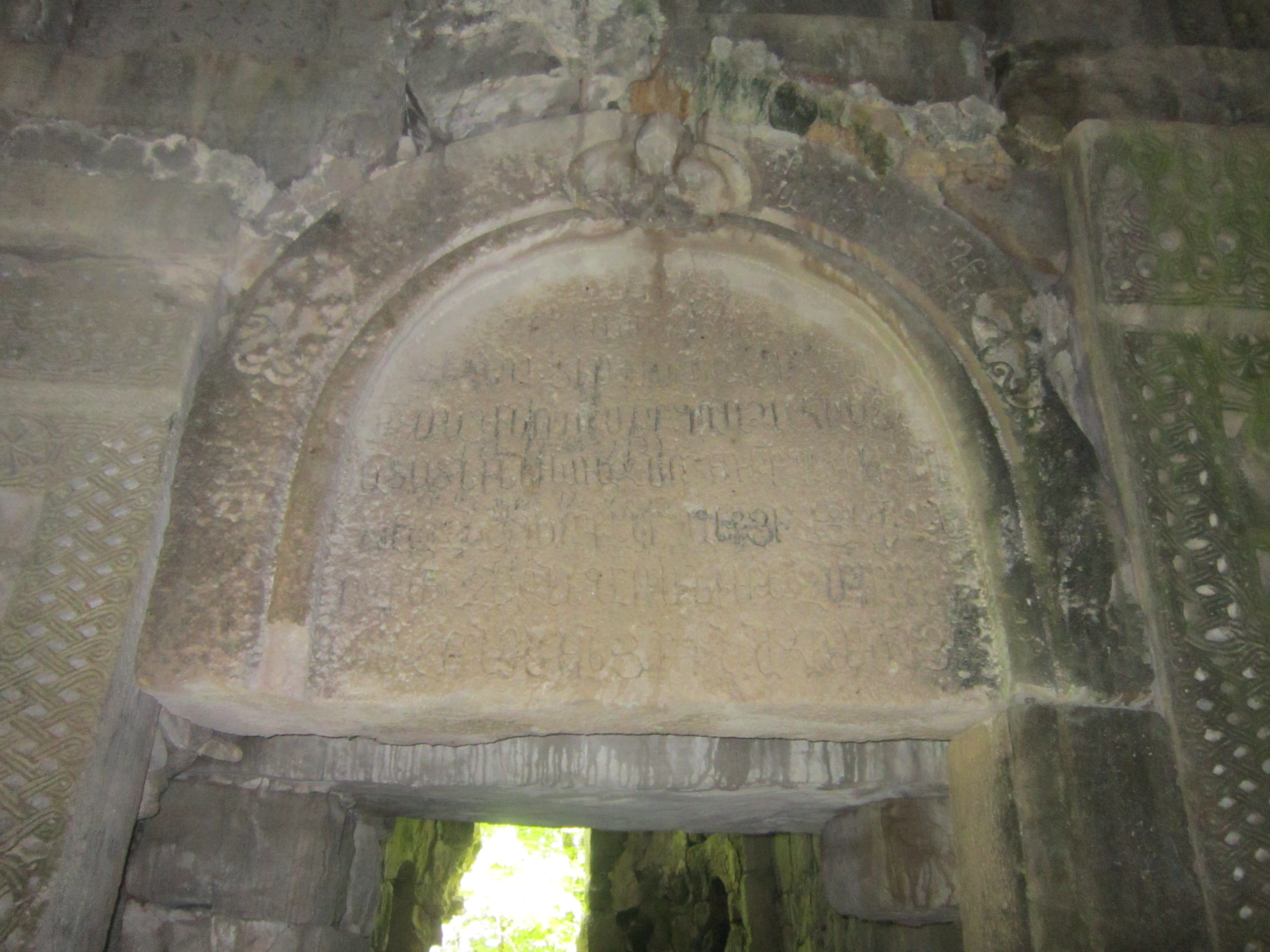
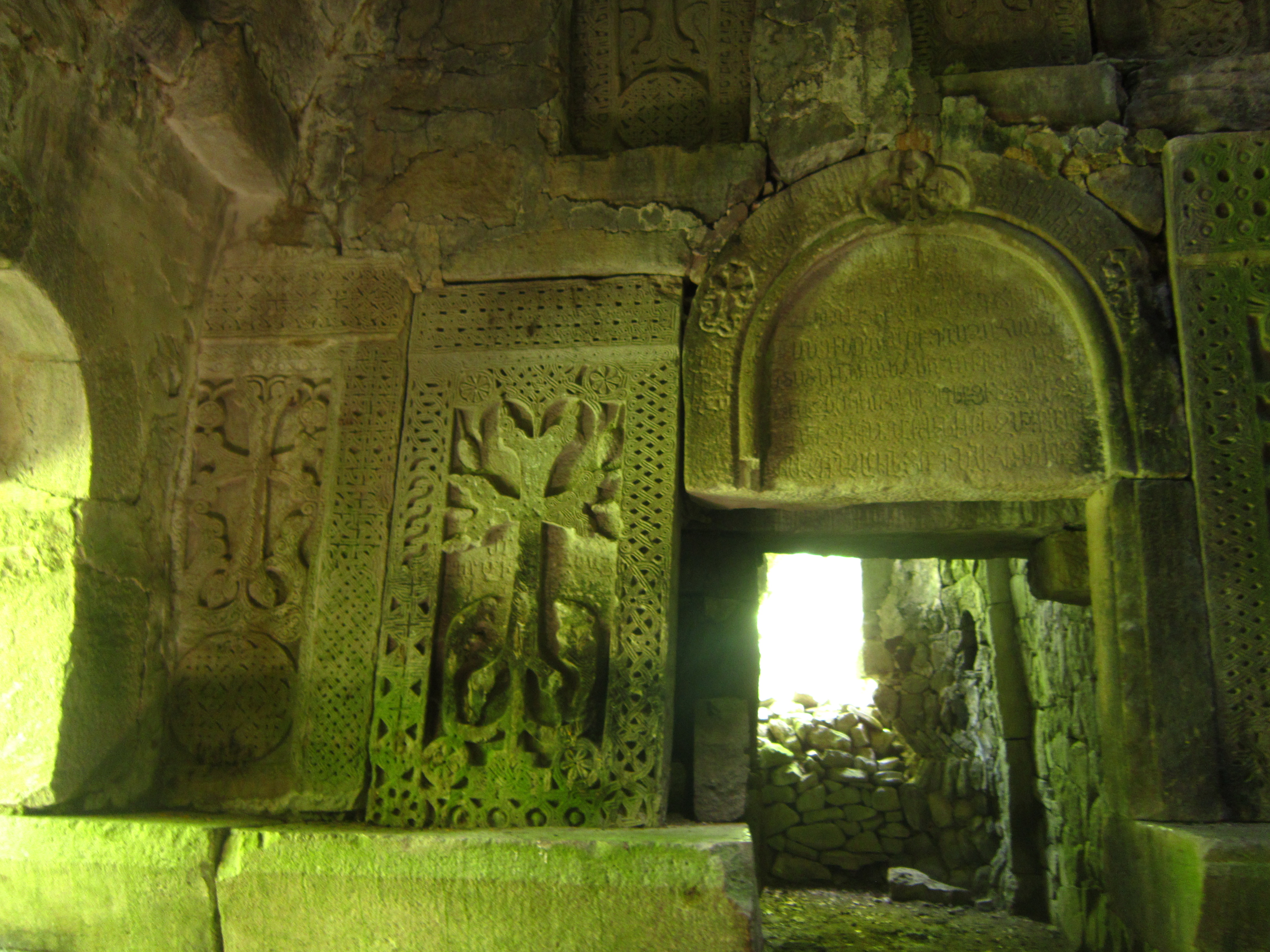
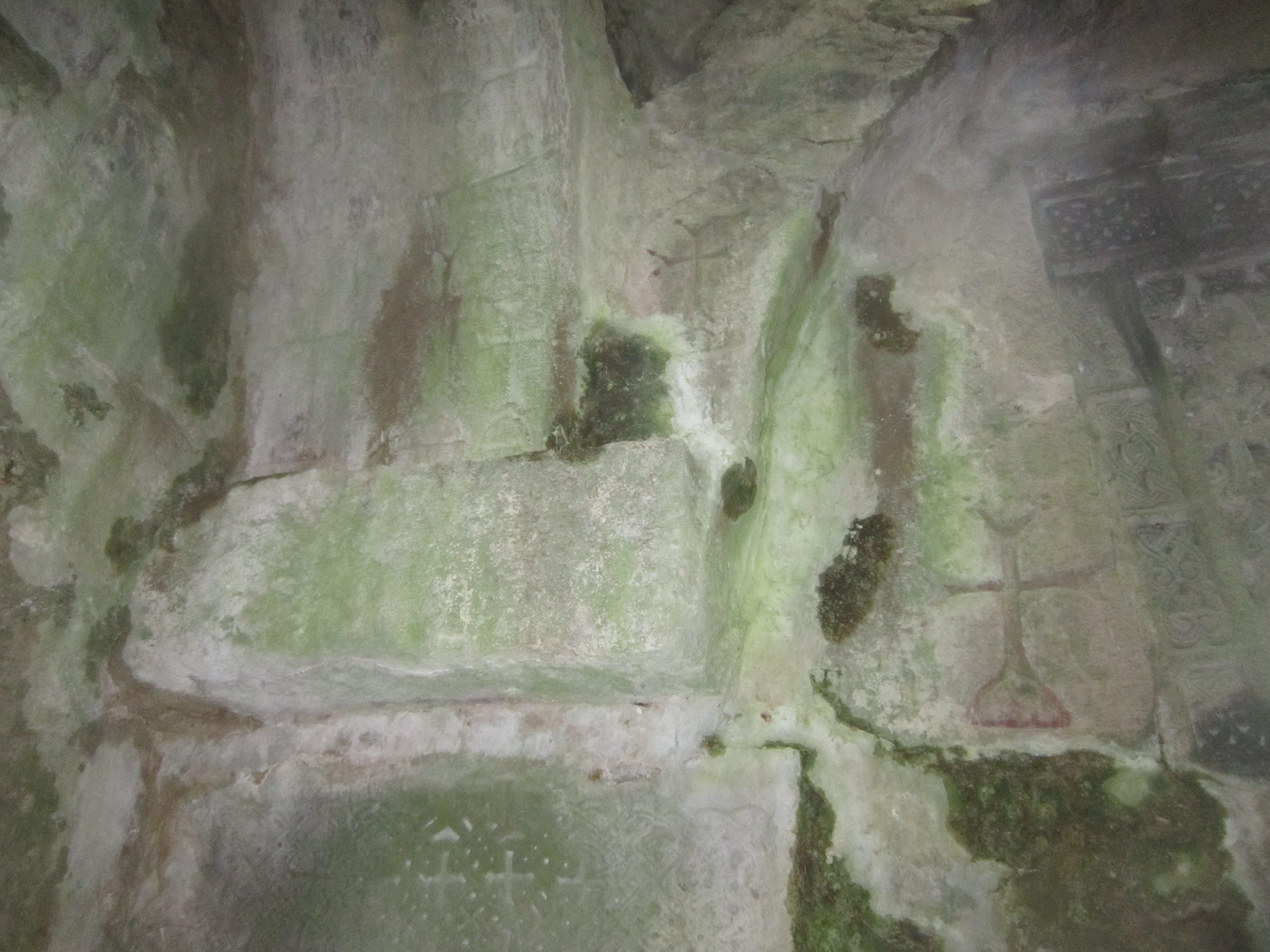
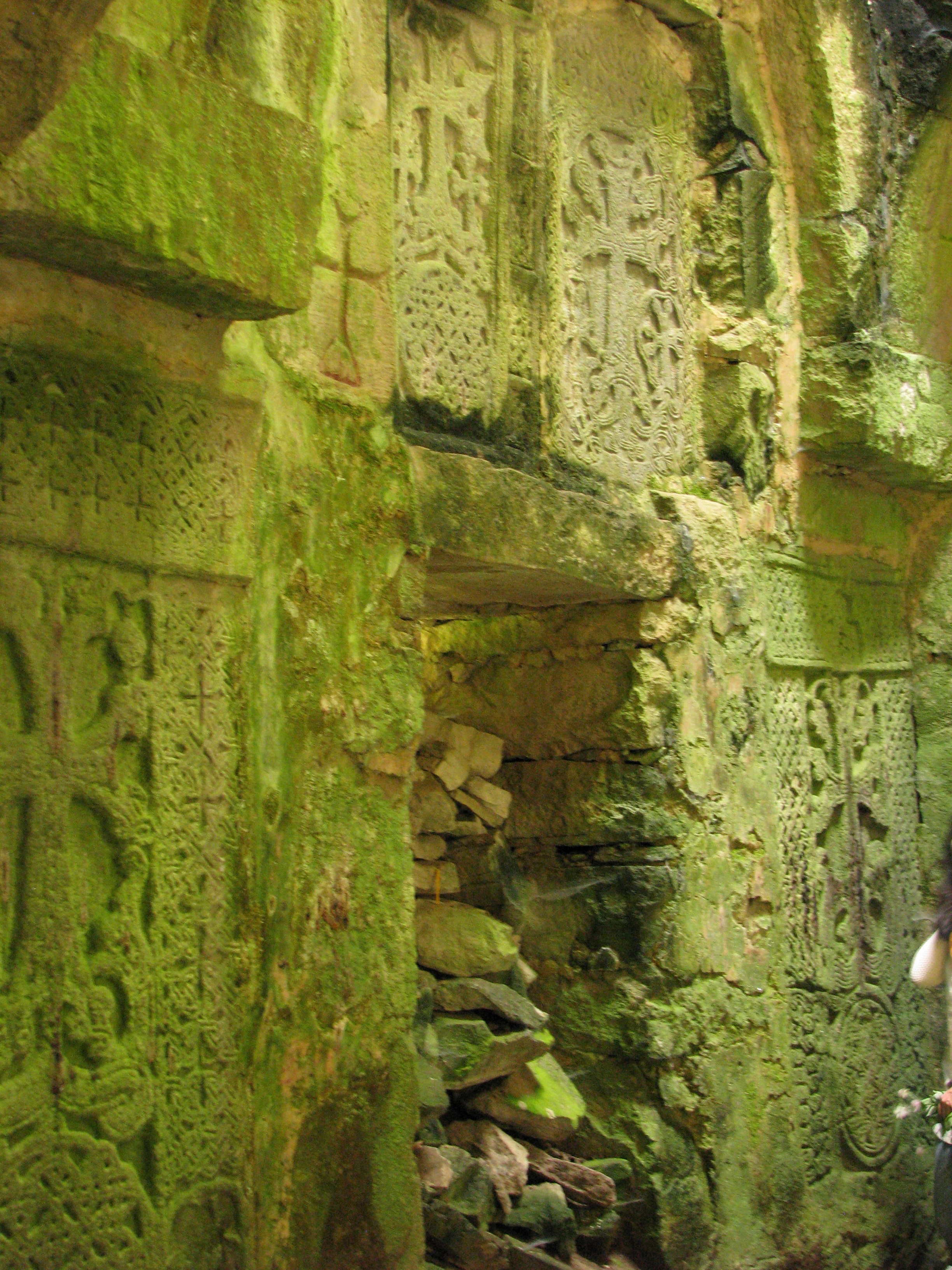
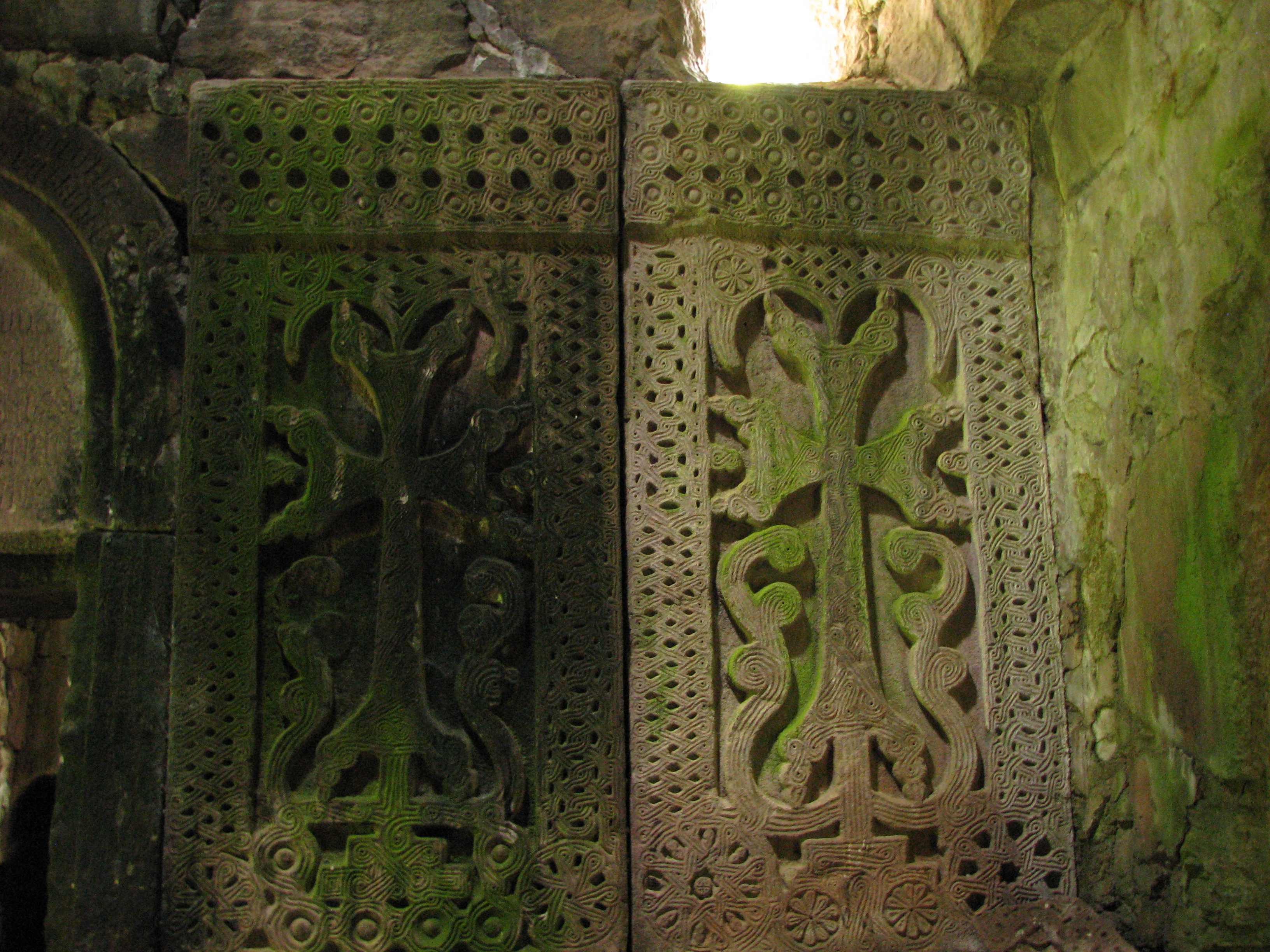
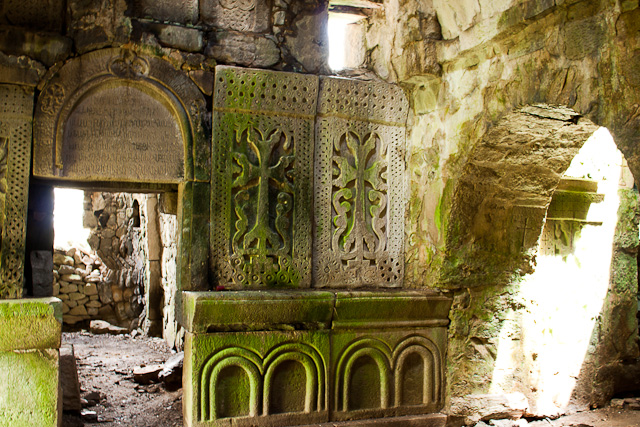
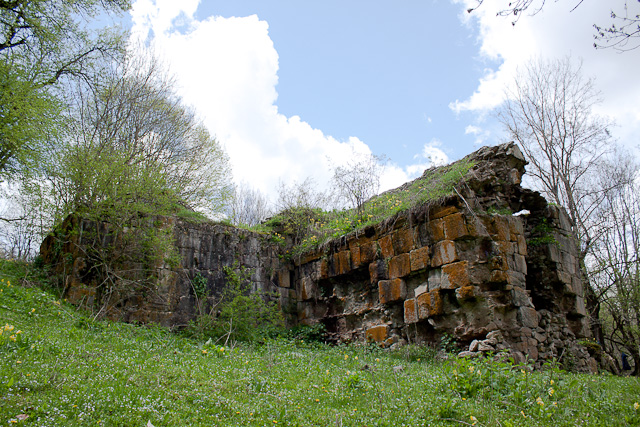
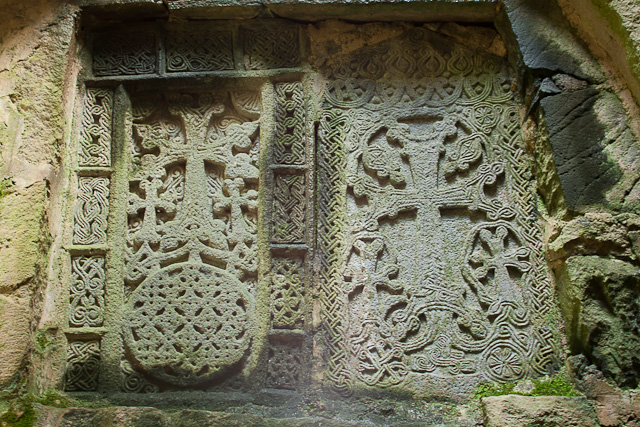
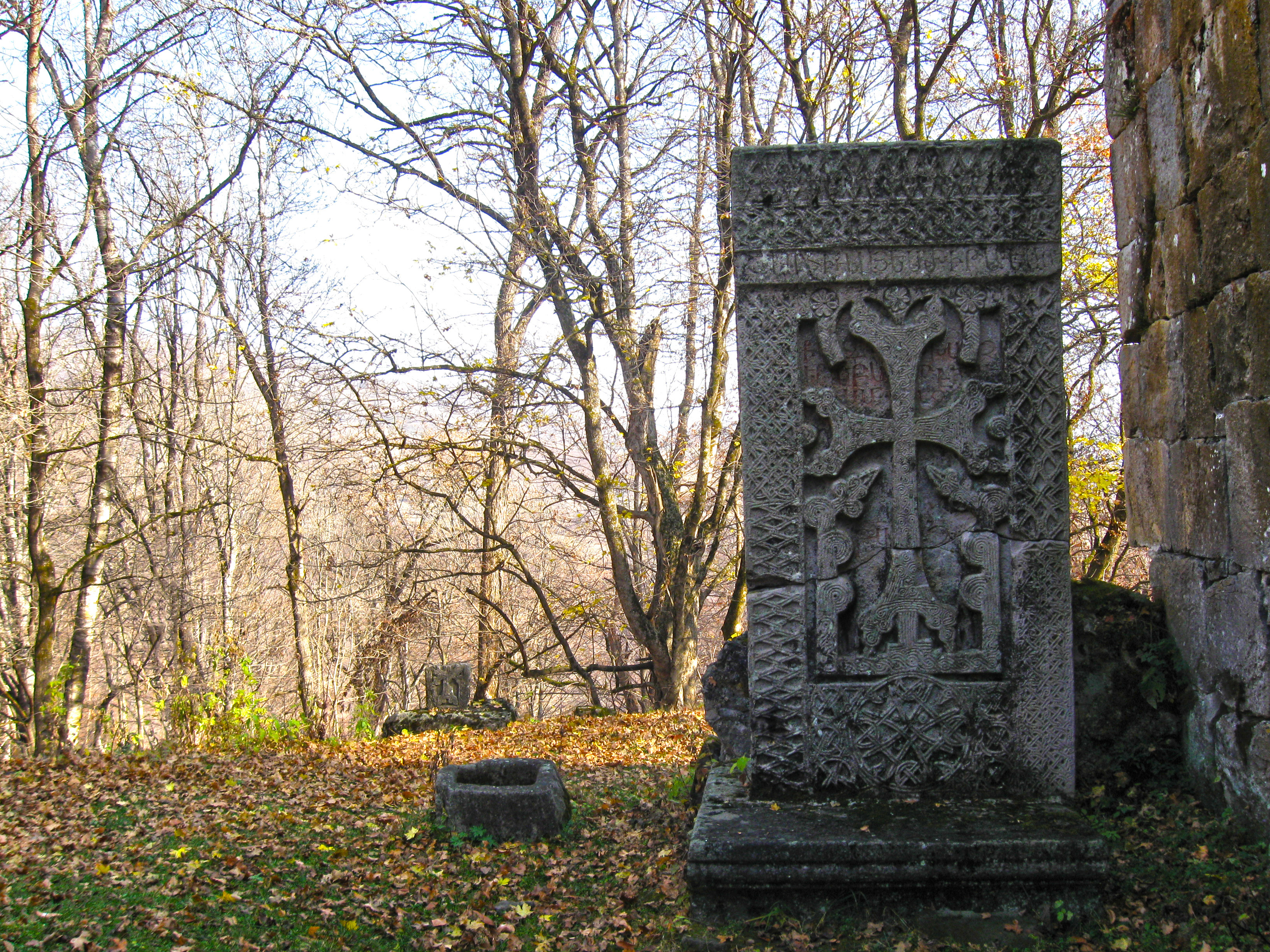
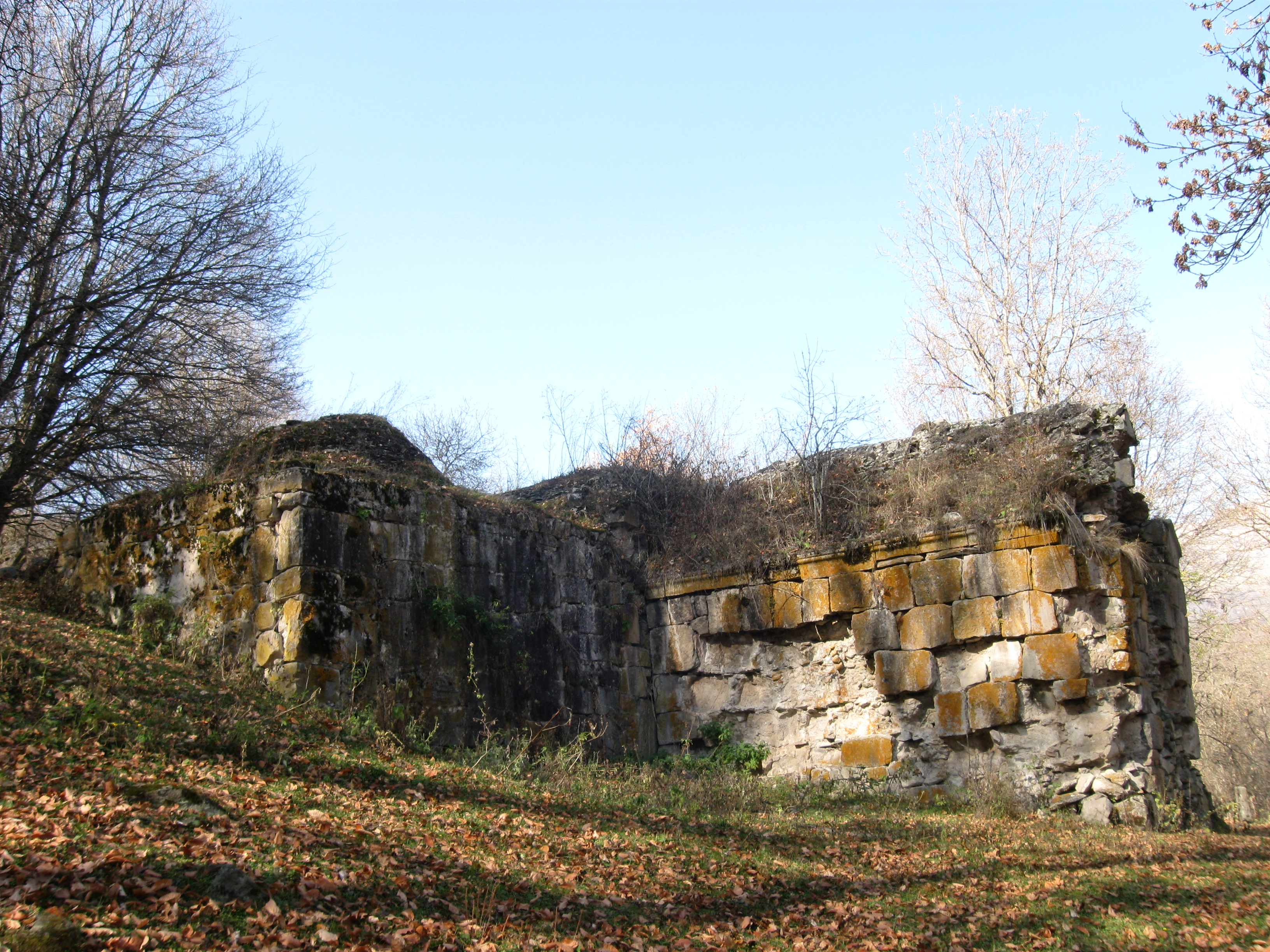
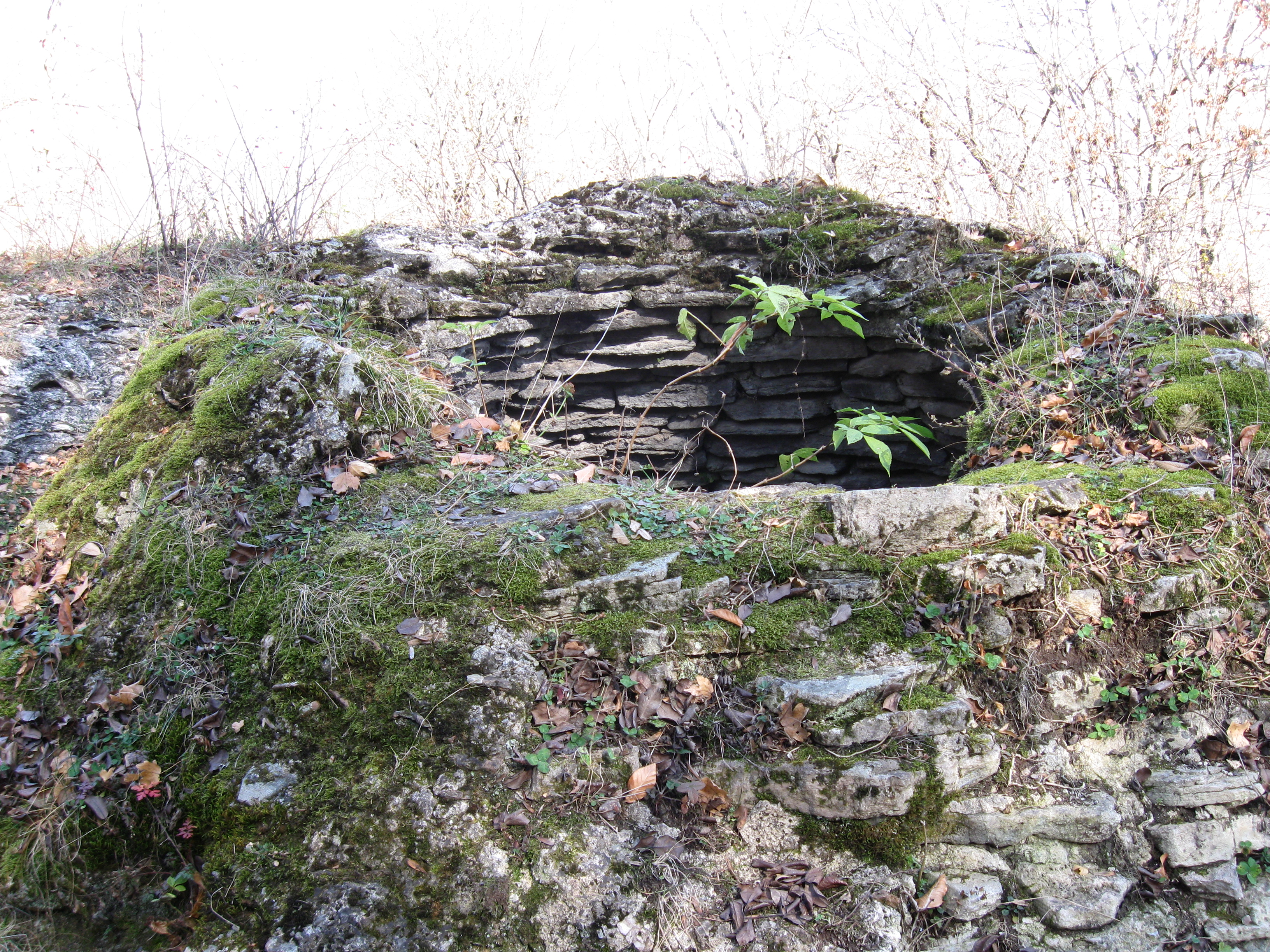
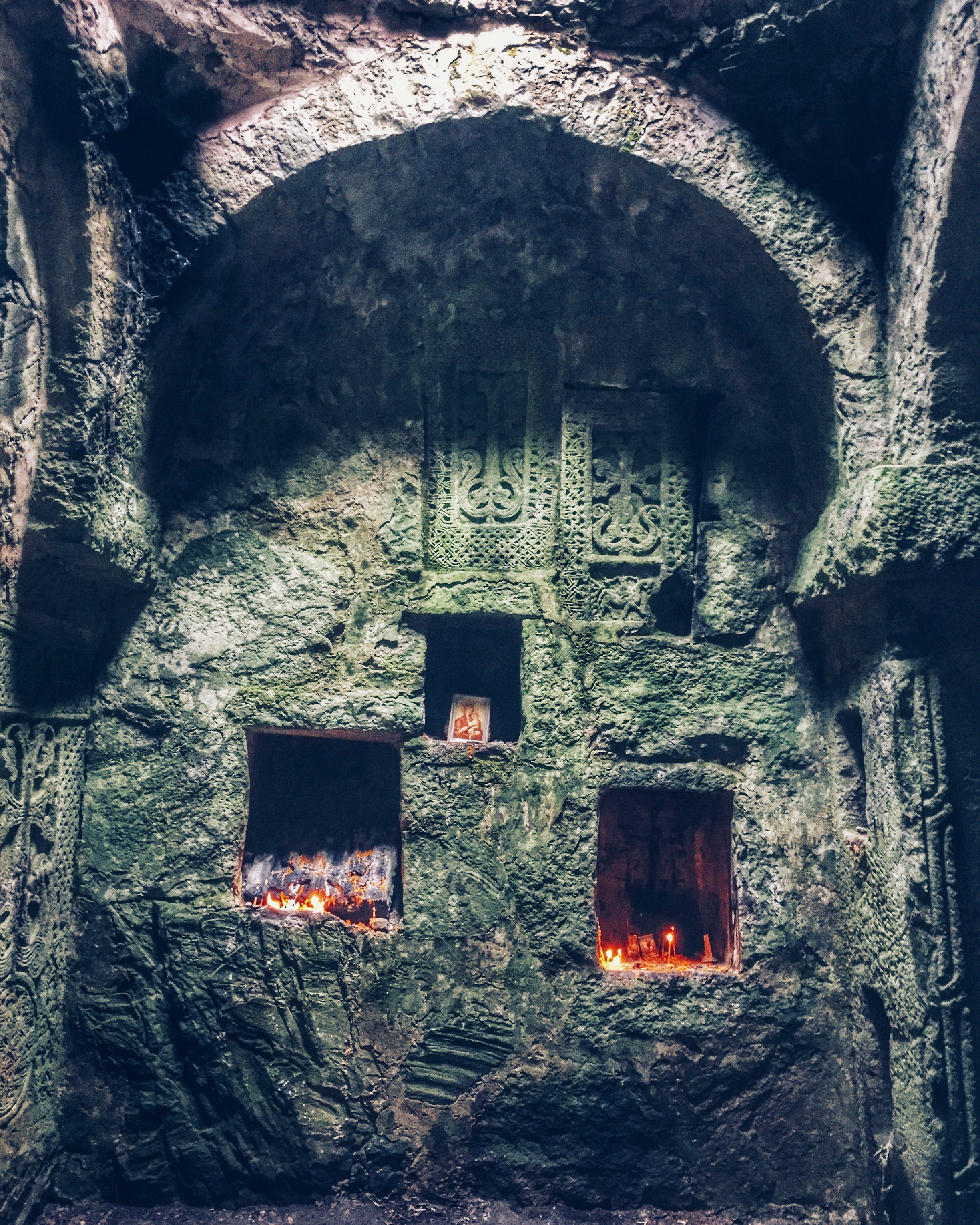
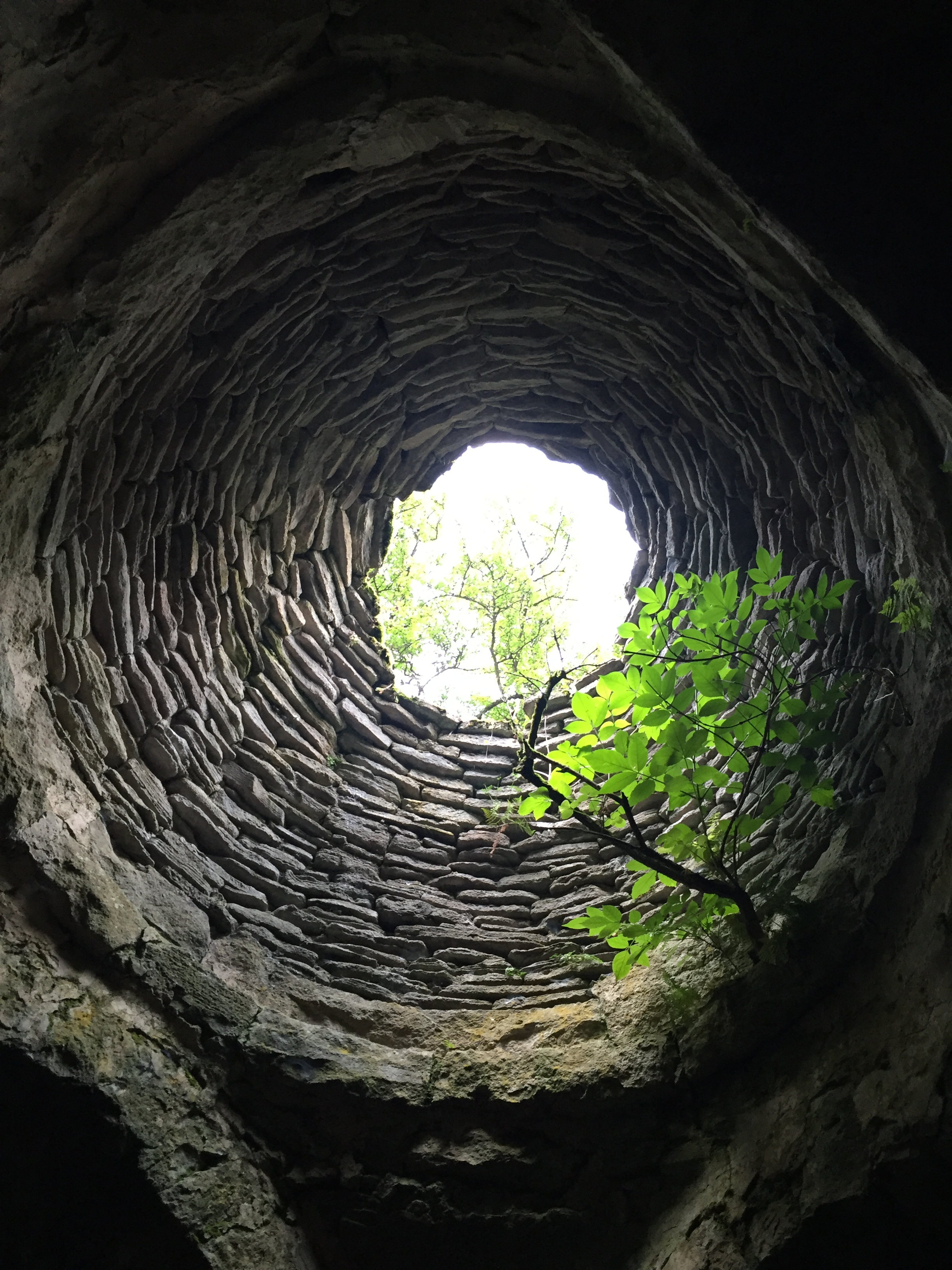
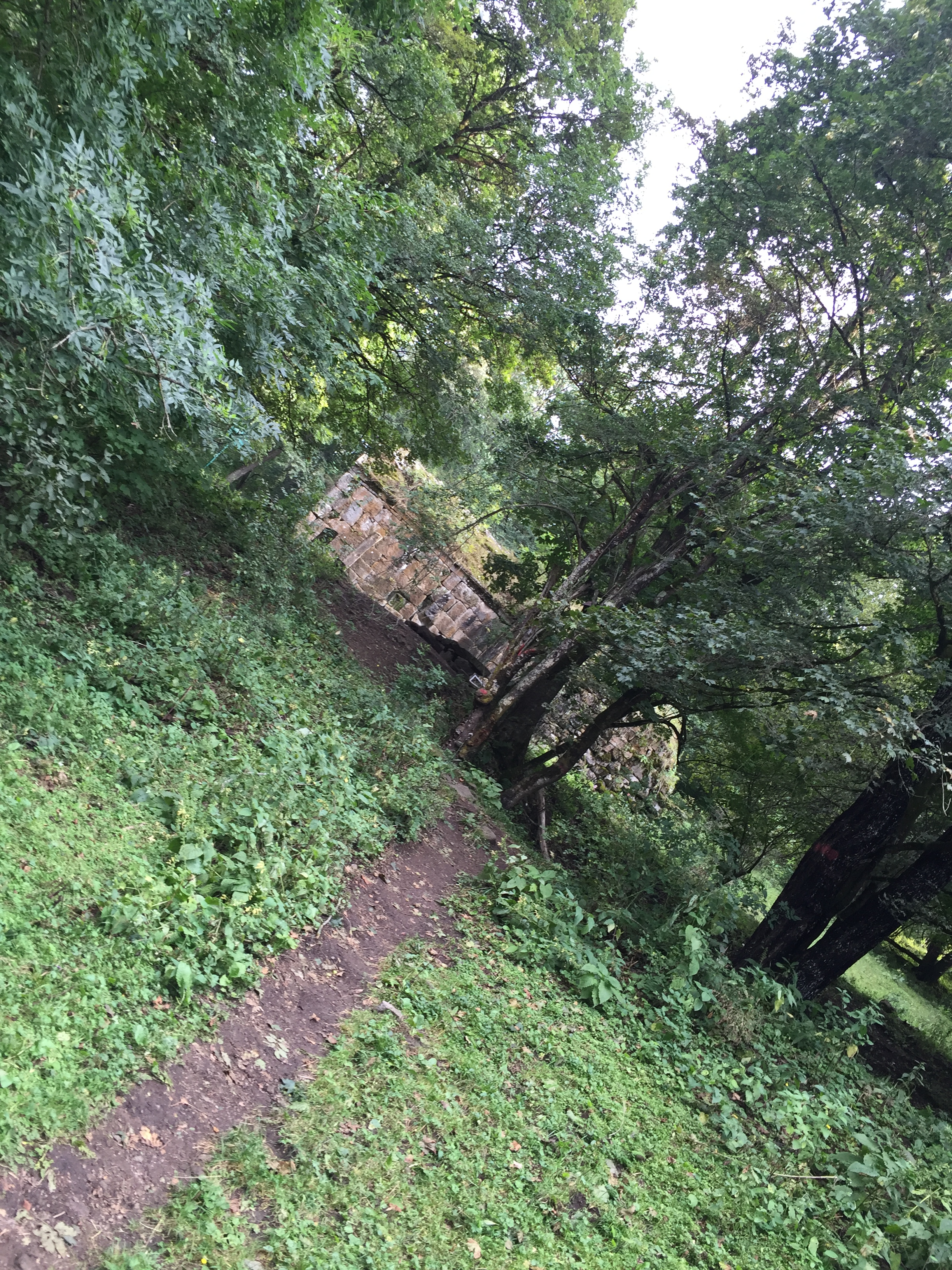
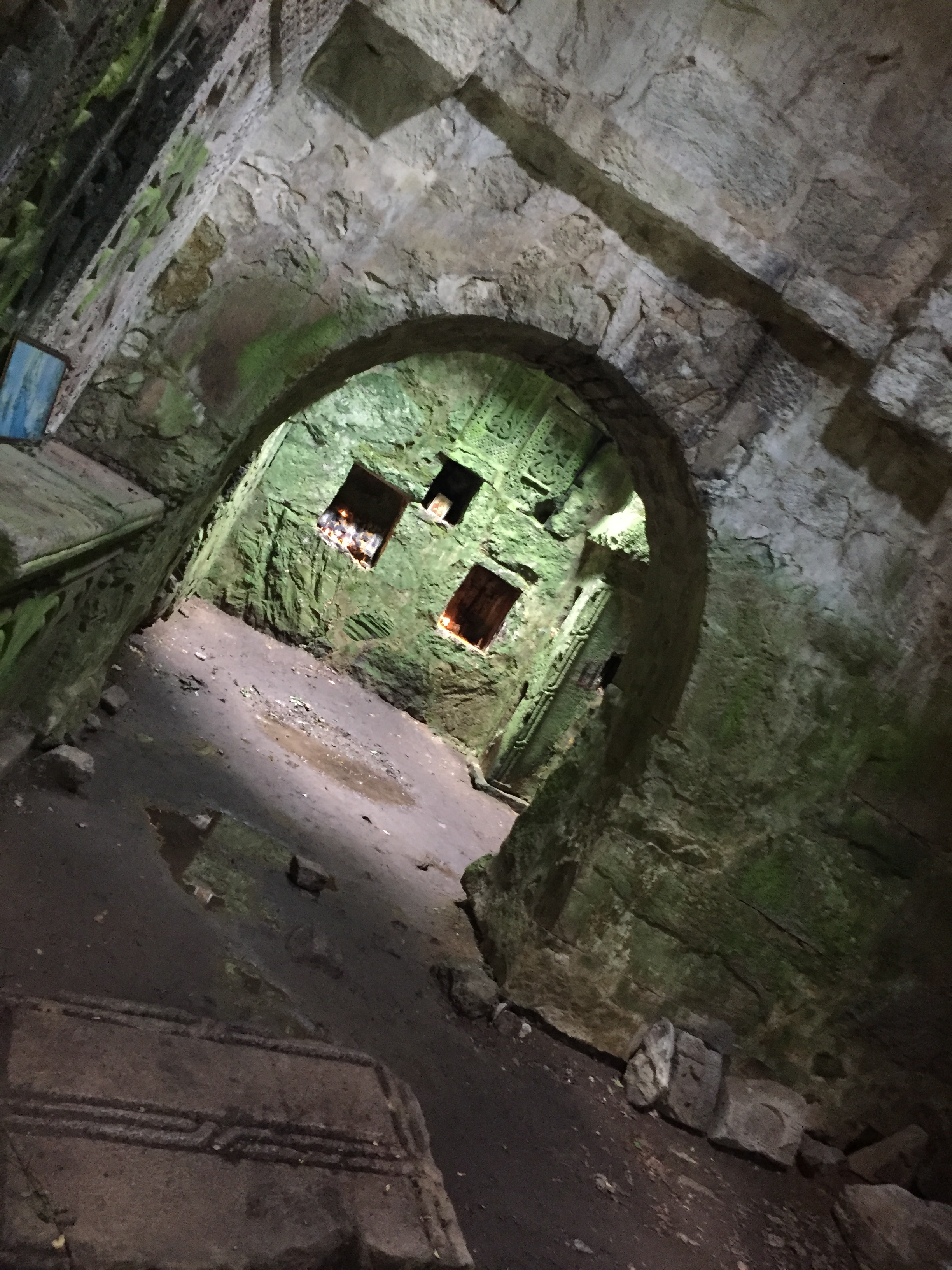